# Catégorie groupoïde
Ne pas confondre avec la structure de magma en algèbre, parfois aussi dénommée « groupoïde ».
En mathématiques, et plus particulièrement en théorie des catégories et en topologie algébrique, la notion de groupoïde généralise à la fois les notions de groupe, de relation d'équivalence sur un ensemble, et de l'action d'un groupe sur un ensemble. Elle a été initialement développée par Heinrich Brandt en 1927.
Les groupoïdes sont souvent utilisés pour représenter certaines informations sur des objets topologiques ou géométriques comme les variétés.

## Définitions

### Définition au sens des catégories
Un groupoïde est une petite catégorie dans laquelle tout morphisme est un isomorphisme.

### Définition algébrique
Un groupoïde G est un ensemble muni de deux opérations : une loi de composition partiellement définie {\displaystyle *} et une application (partout définie) {\displaystyle .^{-1}}, qui satisfont les trois conditions suivantes sur les éléments f, g et h de G :
- chaque fois que {\displaystyle f*g} et {\displaystyle g*h} sont définis simultanément, alors {\displaystyle (f*g)*h} et {\displaystyle f*(g*h)} sont aussi définis, et sont égaux, on les note {\displaystyle fgh} ou {\displaystyle f*g*h}. Réciproquement, si {\displaystyle (f*g)*h} ou {\displaystyle f*(g*h)} sont définis, il en est de même de {\displaystyle f*g} et {\displaystyle g*h} ;
- {\displaystyle f^{-1}*f} et {\displaystyle f*f^{-1}} sont toujours définis (mais éventuellement différents) ;
- chaque fois que {\displaystyle f*g} est défini, alors {\displaystyle f*g*g^{-1}=f}, et {\displaystyle f^{-1}*f*g=g}. (Ces expressions sont bien définies d'après les axiomes précédents).

On montre alors que :
- si {\displaystyle x*f=u*f} alors {\displaystyle x=u}. Il suffit en effet de composer à droite par {\displaystyle f^{-1}} ;
- si {\displaystyle f*y=f*v} alors {\displaystyle y=v}. Il suffit en effet de composer à gauche par {\displaystyle f^{-1}} ;
- {\displaystyle (f^{-1})^{-1}=f}. En effet, {\displaystyle (f^{-1})^{-1}=(f^{-1})^{-1}*f^{-1}*(f^{-1})^{-1}=(f^{-1})^{-1}*f^{-1}*f*f^{-1}*(f^{-1})^{-1}=(f^{-1})^{-1}*f^{-1}*f=f} ;
- si {\displaystyle f*g} est défini, il en est de même de {\displaystyle g^{-1}*f^{-1}}, et {\displaystyle g^{-1}*f^{-1}=(f*g)^{-1}}. En effet, {\displaystyle f=f*g*g^{-1}} donc {\displaystyle f*f^{-1}=f*g*g^{-1}*f^{-1}} ce qui suffit à assurer l'existence de {\displaystyle g^{-1}*f^{-1}}. Par ailleurs, {\displaystyle f^{-1}*f*g*(f*g)^{-1}=f^{-1}=f^{-1}*f*f^{-1}=f^{-1}*f*g*g^{-1}*f^{-1}} et il suffit de simplifier à gauche {\displaystyle f^{-1}}, {\displaystyle f} et {\displaystyle g}.

### Lien entre les deux notions
À un groupoïde au sens des catégories, on peut associer le groupoïde au sens algébrique des (iso)morphismes de cette catégorie.
Réciproquement, si G est un groupoïde au sens algébrique, on peut lui associer un groupoïde au sens des catégories de la façon suivante. Les objets de la catégorie associée sont les {\displaystyle x=f^{-1}*f} lorsque {\displaystyle f} varie (on remarque que ces éléments vérifient : {\displaystyle x^{-1}=x=x^{n}}).
L'ensemble des morphismes x→y, noté {\displaystyle G(f^{-1}*f,g^{-1}*g)=G(x,y)}, est l'ensemble des h tels que {\displaystyle y*h*x} est défini (cet ensemble pouvant être vide).

## Exemples
- Les groupes sont des groupoïdes (avec un seul objet {\displaystyle x} et pour ensemble de flèches (morphismes) {\displaystyle G(x,x)=G}).
- Le groupoïde de Poincaré est un groupoïde.
- Toute réunion disjointe {\displaystyle \bigsqcup _{i\in I}G_{i}} de groupes est un groupoïde, dont l'ensemble des objets est l'ensemble {\displaystyle I} des indices.
- À partir d'une action de groupe on peut définir un groupoïde en posant G(x,y) = l'ensemble des éléments du groupe qui envoient x sur y.

## Propriétés
Les (petits) groupoïdes forment eux-mêmes une catégorie, les morphismes étant les foncteurs entre groupoïdes. Le groupoïde initial est le groupoïde vide et le groupoïde final est le groupe trivial.
Soit G un groupoïde, on définit la relation d'équivalence {\displaystyle x\equiv {}\,y} si G(x,y) est non vide. Elle définit un groupoïde quotient noté {\displaystyle \pi _{0}(G)}. {\displaystyle \pi _{0}} définit un foncteur (composantes connexes) de la catégorie des groupoïdes vers la catégorie des ensembles.
Soient G un groupoïde et {\displaystyle x} un objet de G (on dit aussi un point de G). La loi de composition entre les flèches de {\displaystyle G(x,x)} restreinte à ce sous-groupoïde est une loi de groupe. On note {\displaystyle \pi _{1}(G,x)} ce groupe.